# Tartessus perobscurus
Tartessus perobscurus är en insektsart som beskrevs av Jacobi 1941. Tartessus perobscurus ingår i släktet Tartessus och familjen dvärgstritar. Inga underarter finns listade i Catalogue of Life.